# Julian Schnabel
Julian Schnabel (Brooklyn, Nueva York; 26 de octubre de 1951) es un pintor y director de cine estadounidense de origen judío. Tres de sus películas (Basquiat, Antes que anochezca y La escafandra y la mariposa) lo han llevado a ser premiado en Cannes como mejor director y a ser condecorado o nominado en los Globos de Oro, en los BAFTA, en los César y en el Festival Internacional de Cine de Venecia. Como artista plástico se dio a conocer por sus plate paintings que han recibido críticas dispares, y suele clasificársele como parte del movimiento denominado Bad Painting (pintura mala), que es una de las corrientes del neoexpresionismo. Su obra se exhibe en muchos de los principales museos del mundo.

## Biografía

### Primeros años
Nacido en Brooklyn, Nueva York, hijo de Esta y Jack Schnabel, Schnabel se mudó con su familia a Brownsville, Texas aún joven. Aunque de origen judío, asistió a la escuela católica de los Hermanos Maristas. Fue en Brownsville donde pasó la mayor parte de sus años formativos y donde tomó surfing y decidió ser artista.
Se graduó en arte (Bachelor of Fine Arts, B.F.A.) en la Universidad de Houston, después de lo cual presentó una solicitud para entrar al programa independiente de estudios en el Museo Whitney de Arte Norteamericano en Nueva York. Su solicitud incluyó diapositivas de su obra como emparedado entre dos rebanadas de pan; fue aceptado de inmediato. Luchando en el mundo del arte, Schnabel trabajó como cocinero y frecuentó el restaurante Max's Kansas City mientras trabajaba en su obra artística. En 1975, Schnabel presentó su primera exposición individual en el Museo de Arte Contemporáneo de Houston. Durante los años siguientes viajó con frecuencia a Europa, en donde quedó fuertemente impresionado con la obra de Antoni Gaudí, Cy Twombly y Joseph Beuys.

### Obra artística
Fue en su primera exhibición individual, en la Galería Mary Boone en 1979, donde Schnabel comenzaría a ser considerado, en verdad, como una nueva fuerza en el mundo del arte. Participó en la Bienal de Venecia en 1989, y para mediados de los ochenta ya se había convertido en una figura de importancia en el neoexpresionismo. Para cuando presentó su obra en una exposición conjunta organizada por Boone y Leo Castelli en 1981, ya era un artista en toda forma. Sus ahora célebres "plate paintings" ("cuadros en platos", elaborados en gran formato sobre platos de cerámica rotos) fueron recibidos con escepticismo (boisterous and critical reception) por el mundo del arte. La reputación que obtuvo gracias a sus declaraciones escandalosas acerca de su importancia en el mundo del arte ("Soy lo más cercano a Picasso que podrán ver en esta pinche vida") generó desprecio tanto entre sus colegas como en el público general. Más allá de toda duda, sin embargo, quedó la energía y vivacidad que Schnabel produjo en el mundo del arte. Usando escenografías del teatro kabuki, terciopelo y animales escondidos, el estilo intenso y confrontativo de Schnabel recordó la energía y atrevimiento del propio Picasso y de Jackson Pollock.
Los trabajos de Schnabel tienen algo de brutalidad, además de un gran nivel de energía en la composición. Schnabel afirma que las obras emblemáticas contienen un borde subyacente de brutalidad, mientras permanecen impregnadas de energía compositiva. Comenta que "apuntando a un estado emocional, un estado en el que la gente pueda literalmente entrar y ser absorbida".
Insiste en que es un pintor ante todo, aunque es más conocido por sus películas.

La pintura es, para mí, como la respiración. Es lo que hago todo el tiempo. Todos los días hago arte, ya sea pintando, escribiendo o dirigiendo una película.

### Su obra en las colecciones de arte de los museos
Su obra forma parte de las colecciones de varios museos en todo el mundo, incluyendo el  Metropolitan Museum of Art; Museum of Modern Art; El  Whitney Museum of American Art; El  Museum of Contemporary Art (MOCA), Los Angeles;El Museo Nacional Centro de Arte Reina Sofia de Madrid o el Centre Georges Pompidou en París

### Su trabajo como cineasta
Además de su obra pictórica, Schnabel ha escrito y dirigido cinco películas: Basquiat (1996), Antes que anochezca (2000), una adaptación de la novela autobiográfica de Reinaldo Arenas, que también produjo, y una adaptación de las memorias del francés Jean-Dominique Bauby, La escafandra y la mariposa (2007), que lo llevó a ganar el premio como Mejor Director en el Festival de Cannes, el Globo de Oro y el Spirit Award por la misma categoría, y una nominación al Oscar en este mismo rubro, Berlín (2007) y Miral (2010).
Schnabel, quien diseñó el Berlin Tour de Lou Reed del 2007, también publicó 'Berlin the Movie' (the Film). A pesar del hecho de que producir la película La escafandra y la mariposa podría hacernos creer que Schnabel estaba trabajando para alguien más, se hizo cargo del filme. Según él mismo:

Solía leer a Fred Hughes, socio de Andy Warhol que padecía de esclerosis múltiple. Y, conforme Fred empeoraba, terminó atrapado en su propio cuerpo. He estado pensando que podría dirigir una película acerca de Fred, de la época en la que su enfermera, Darren McCormick, me entregó las memorias de Bauby, The Diving Bell and the Butterfly. Luego, en el 2003, cuando mi padre estaba a punto de morir, me llegó el guion desde Kennedy. Así que no creo que pueda parecer un trabajo por encargo.

### Obra escrita y discográfica
Schnabel publicó su autobiografía, intitulada CVJ: Nicknames of Maitre D's & Other Excerpts From Life (CVJ: Apodos de los Matre D' y otros extractos de la vida) en 1987, y publicó el álbum "Every Silverlining Has a Cloud" on Island Records [Catalog #314-524 111-2] en 1995. Grabado en Brooklyn, NY, en 1993, el álbum presenta a los músicos invitados (entre otros, a Bill Laswell, Bernie Worrell, Buckethead y Nicky Skopelitis.

### Vida privada
Schnabel vive en Nueva York, y tiene estudios en esa ciudad y en Montauk, en el extremo oriental de Long Island, además de una casa en San Sebastián, España. Tiene tres hijos de su primera esposa, la diseñadora de ropa Jacqueline Beaurang: Vito, comerciante de arte; Lola, pintora y cineasta, y Stella, poeta y actriz. Tiene dos hijos gemelos ( Cy y Olmo ), de su segunda esposa, la actriz y modelo vasca Olatz López Garmendia (quien apareció en las películas Antes de que anochezca y en La escafandra y la mariposa, en esta última en el papel de terapeuta de Bauby. Schnabel habla con fluidez el castellano.

## Filmografía
- 1996: Basquiat, acerca de la vida y obra del pintor neoyorquino Jean-Michel Basquiat (1960-1988).
- 2000: Before Night Falls (traducida en algunos países hispanohablantes como Antes que anochezca), acerca del poeta y novelista cubano Reinaldo Arenas (1943-1990).
- 2007: Le Scaphandre et le Papillon, hablada en francés; titulada en algunos países hispanohablantes como La escafandra y la mariposa o como El llanto de la mariposa), basada en las memorias de Jean-Dominique Bauby, un caso de la vida real de embolia con parálisis casi absoluta del cuerpo.
- 2008: Berlin: Live at St. Ann's Warehousees la grabación en directo editada en CD y DVD del tercer álbum en solitario de Lou Reed realizada durante cinco noches en St. Ann's Warehouse en Brooklyn, Nueva York.
- 2008: Picasso y Braque van al cine, documental.
- 2010: Miral,
- 2018: At Eternity's Gate, película biográfica sobre Vincent van Gogh.
- TBA: In the Hand of Dante, basada en el libro del mismo nombre sobre Dante Alighieri.

## Premios y distinciones
Premios Oscar
| Año  | Categoría      | Película                    | Resultado |
| ---- | -------------- | --------------------------- | --------- |
| 2008 | Mejor director | La escafandra y la mariposa | Nominado  |

Premios Globo de Oro
| Año  | Categoría      | Película                    | Resultado |
| ---- | -------------- | --------------------------- | --------- |
| 2008 | Mejor director | La escafandra y la mariposa | Ganador   |

Festival Internacional de Cine de Cannes
| Año  | Categoría      | Película                    | Resultado |
| ---- | -------------- | --------------------------- | --------- |
| 2007 | Mejor director | La escafandra y la mariposa | Ganador   |

Festival Internacional de Cine de San Sebastián
| Año  | Categoría               | Película                    | Resultado |
| ---- | ----------------------- | --------------------------- | --------- |
| 2007 | Premio película europea | La escafandra y la mariposa | Ganador   |

Festival Internacional de Cine de Venecia
| Año  | Categoría                    | Película            | Resultado |
| ---- | ---------------------------- | ------------------- | --------- |
| 2000 | Premio especial del Jurado   | Antes que anochezca | Ganador   |
| 2000 | Premio OCIC-Mención especial | Antes que anochezca | Ganador   |
| 2018 | Premio Green Drop            | At Eternity's Gate  | Ganador   |